# Ӈ
La En con gancho (Ӈ ӈ; cursiva: Ӈ ӈ) es una letra del alfabeto cirílico. Su forma se deriva de la letra en (Н н) añadiendo un gancho a la pierna derecha.
Comúnmente representa la nasal velar /ŋ/, como la pronunciación de ⟨ng⟩ en “sing” en inglés.
Se utiliza en los alfabetos de varias lenguas de Rusia, incluyendo todas las lenguas Chukotko-Kamchatkan y samoyedas

## Uso

### Lenguas chukoto-kamchatka
- Chucoto
- Coriaco
- Kerek
- Alyutor
- Itelmen

### Lenguas urálicas

#### Lenguas samoyedas
- Enets
- Nenets de la tundra
- Nenets del bosque
- Nganasan
- Selkup

#### Otras lenguas urálicas
- Sami kildin
- Janty
- Mansi

### Lenguas tunguses
- Even
- Evenki
- Nanai
- Negidal
- Oroch
- Orok
- Udege
- Ulch

### Lenguas esquimales-aleutianas
- Aleut
- Dialecto chaplino

### Otros idiomas
- Ket
- Nivkh

## Códigos informáticos
| Carácter      | ӈ                                    | ӈ                                    |
| ------------- | ------------------------------------ | ------------------------------------ |
| Unicode       | LETRA PEQUEÑA CIRÍLICA EN CON GANCHO | LETRA PEQUEÑA CIRÍLICA EN CON GANCHO |
| Codificación  | decimal                              | hex                                  |
| Unicode       | 1224                                 | U+04C8                               |
| UTF-8         | 211 136                              | D3 88                                |
| Ref. numérica | &#1224;                              | &#x4C8;                              |